# サイラス・ゴードン
サイラス・ヘルツル・ゴードン（Cyrus Herzl Gordon、1908年 - 2001年）は、アメリカ合衆国の考古学者、ウガリット語の研究者として数多くの業績を残した。ウガリット語の文法書を書きウガリット語の基礎研究の礎を築いた。

## 経歴
1908年、リトアニア出身のユダヤ人夫妻の子として、アメリカのフィラデルフィアに生まれた。ペンシルベニア大学で学び、1929年に21歳で文学博士号を取得した。ペンシルベニア大学で考古学とヘブライ語を教えていた。1931年から1935年まで、イラク、イラン、クレタ、キプロス、シリア、パレスチナ地方で考古学の実地調査と発掘を行った。帰国後、W.F.オルブライトの下で助教授を務めた。その後、スミス・カレッジで旧約学と古代史を教えた。さらにその後スウェーデンのウプサラ大学に行って学者として名声と地位を確かなものにした。
第二次世界大戦後はフィラデルフィアのドロプシー大学のアッシリア学とエジプト学教授になり、1953年に設立された、ブランダイス大学に招聘されて、古代オリエント学部の主任教授に就任した。1973年ブランダイズ大学を定年退職して、ニューヨーク大学へ移り、ヘブライ学の教授になった。

## 著作
- 『ウガリト文学と古代世界』高橋正男訳